# Condado de Freeborn
El condado de Freeborn (en inglés: Freeborn County) es un condado en el estado estadounidense de Minnesota. En el censo de 2000 el condado tenía una población de 32.584 habitantes. La sede de condado es Albert Lea. El condado fue fundado el 20 de febrero de 1855 y fue nombrado en honor a William Freeborn, un pionero nacido en Ohio.

## Geografía

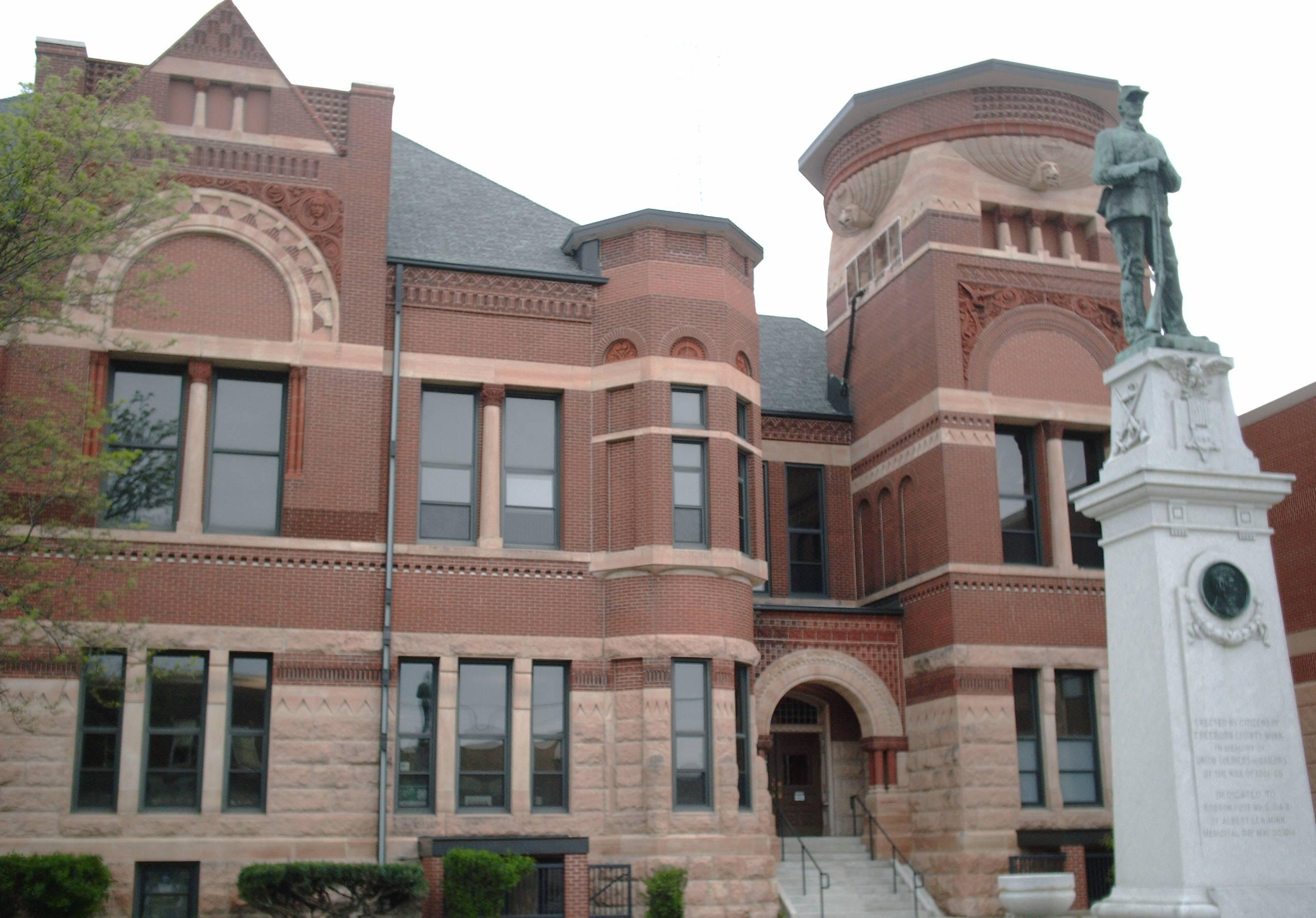
Juzgado del condado de Freeborn en Albert Lea.

Según la Oficina del Censo, el condado tiene un área total de 1.872 km² (723 sq mi), de la cual 1.833 km² (708 sq mi) es tierra y 39 km² (15 sq mi) (2,07%) es agua.

### Condados adyacentes
- Condado de Steele (noreste)
- Condado de Mower (este)
- Condado de Worth, Iowa (sur)
- Condado de Winnebago, Iowa (suroeste)
- Condado de Faribault (oeste)
- Condado de Waseca (noroeste)

## Autopistas importantes
- Interestatal 35
- Interestatal 90
- U.S. Route 65
- U.S. Route 69
- Ruta estatal de Minnesota 13
- Ruta estatal de Minnesota 109
- Ruta estatal de Minnesota 251

## Demografía
En el  censo de 2000, hubo 32.584 personas, 13.356 hogares y 9.015 familias residiendo en el condado. La densidad poblacional era de 46 personas por milla cuadrada (18/km²). En el 2000 había 13.996 unidades habitacionales en una densidad de 20 por milla cuadrada (8/km²). La demografía del condado era de 95,22% blancos, 0,24% afroamericanos, 0,20% amerindios, 0,55% asiáticos, 0,02% isleños del Pacífico, 2,92% de otras razas y 0,85% de dos o más razas. 6,29% de la población era de origen hispano o latino de cualquier raza. 
La renta promedio para un hogar del condado era de $36.964 y el ingreso promedio para una familia era de $45.142. En 2000 los hombres tenían un ingreso medio de $31.491 versus $21.799 para las mujeres. La renta per cápita para el condado era de $18.325 y el 8,40% de la población estaba bajo el umbral de pobreza nacional.

## Localidades

### Ciudades y pueblos
| - Albert Lea - Alden - Clarks Grove | - Conger - Emmons - Freeborn | - Geneva - Glenville - Hartland | - Hayward - Hollandale - Manchester | - Myrtle - Twin Lakes |

### Municipios
| - Municipio de Albert Lea - Municipio de Alden - Municipio de Bancroft - Municipio de Bath - Municipio de Carlston - Municipio de Freeborn - Municipio de Freeman - Municipio de Geneva - Municipio de Hartland - Municipio de Hayward | - Municipio de London - Municipio de Manchester - Municipio de Mansfield - Municipio de Moscow - Municipio de Newry - Municipio de Nunda - Municipio de Oakland - Municipio de Pickerel Lake - Municipio de Riceland - Municipio de Shell Rock |